# Alfredo Oscar Saint-Jean
Alfredo Oscar Saint-Jean, argentinski general, * 8. november 1926, Buenos Aires, † 1. september 1987.
Saint-Jean je bil predsednik Argentine (1982).